# Kolenohelea milleri
Kolenohelea milleri är en tvåvingeart som beskrevs av Meillon och Wirth 1981. Kolenohelea milleri ingår i släktet Kolenohelea och familjen svidknott. Inga underarter finns listade i Catalogue of Life.